# Emil Krebs
Emil Krebs (Freiburg in Schlesien, ma: Świebodzice, 1867. november 15. – Berlin, 1930. március 31.) német sinológus, poliglott, diplomata, tolmács és fordító. 68 nyelvet beszélt. A berlini Külügyi Hivatal munkatársaként több mint 40 idegen nyelvről fordított németre. Magánkönyvtára 111 nyelven tartalmazott könyveket és írásokat.

## Élete

### Fiatalkora
Apja, Gottlob Krebs asztalosmester és anyja, Pauline Krebs (született Scholz) tíz gyermeke közül a legidősebb volt. 1870-től 1887-ig a Schweidnitz járáshoz tartozó Esdorfban (ma: Opoczka) nőtt fel. Az ottani falusi iskolában került a kezébe először egy idegennyelvű könyv, egy franciaszótár. 1878-tól 1880-ig szülővárosában, Freiburgban (Szilézia), 1880-tól 1887-ig pedig a schweidnitzi evangélikus gimnáziumban tanult. A gimnáziumi tantervben latin, francia, óhéber és ógörög nyelv szerepelt. De középiskolásként modern görögöt, angolt, olaszt, spanyolt, oroszt, lengyelt, arabot és törököt is tanult. 1887 március 17-én tette le az érettségit. Ekkor már tizenkét idegen nyelven beszélt folyékonyan.
Ezt követően egy félév teológiát és filozófiát hallgatott a breslaui egyetemen. 1887 őszétől a berlini egyetemen jogi tanulmányokba kezdett, hogy egyben kínaiul tanulhasson a Seminar für Orientalische Sprachen (S.O.S.) néven a keleti nyelvek elsajátítására újonnan alapított tanszéken. Kínai nyelvből 1890. július 24-én vizsgázott le sikeresen. A jogi karon 1891. június12-én került sor első államvizsgájára. Ezt egy bírósági szakmai gyakorlat követte, majd 1892 húsvétjától a Kammergericht (berlini felsőbbfokú bíróság) ügyvédgyakornokaként a S.O.S. török osztályának lett tagja. A harmadik félév végére kitűzött török nyelvvizsgájára már nem kerülhetett sor, mert 1893. szeptember 30-án Pekingbe küldték tolmácsjelöltként.

### Kínai tartózkodása 1893 decemberétől 1917 márciusáig
Emil Krebs1893 December 5-én érkezett a pekingi német nagykövetségre. Ott 1896. június 10-én második tolmácsnak nevezték ki.
A Santung tartományban elkövetett két misszionárius meggyilkolását ürügyként használva a Német Birodalom 1897 novemberében elfoglalta Csingtao várost és Jiaozhou tartományt. Emil Krebset az erre a feladatra szánt hajóosztag rendelkezésére bocsátották mint tolmácsot és fordítót. A megszállást követően ideiglenesen a birodalmi kormányhoz rendelték a "védelembe vett" Jiaozhou körzetbe, ahol 1900 szeptember végéig mint a kínai joghivatal vezetője és kerületi hivatali adminisztrátor dolgozott. Ezután visszatért Pekingbe.
1901 júliusában kinevezték első tolmácsnak. Feladatköre és a követségben betöltött pozíciója módfelett megváltozott. A német diplomaták alig beszéltek kínaiul, a kínai ügyvivők alig beszéltek idegen nyelveken. De Krebs státusza kínai, mongol, mandzsúriai és tibeti, valamint koreai és japán nyelvtudásának köszönhetően Kínán belül is megnövekedett.
A konzuli tanácsosi cím (Legationsrat) elnyerése 1912. február 15-én diplomáciai pályája tetőpontjának számít. A címhez egyre bővülő hatáskör is járult, és valójában egy konzuli vizsga letételével járt, amit Emil Krebs azonban megtagadott.
1913. február 5-én feleségül vette Amande Heynét (született Glasewald; előző férje Adolf Heyne egy ideig a tsingtaui meteorológiai állomás vezetője volt).
A kínai császári család tagjainál többször tett magánlátogatásokat. Kína első elnökének, Yuan Shikainak fennmaradt egy Emil Krebshez címzett meghívója, amelyen biztosítja vendégét, hogy "süteményről és pálinkáról" saját maga gondoskodik.

### Visszatérés Berlinbe 1917-ben, halála
A diplomáciai kapcsolatok megszakítása Németország és Kína között 1917 márciusában az első világháború során 1917 márciusában a német követség feloszlatásához vezetett. Ezentúl a holland nagykövetség képviselte a német érdekeket.

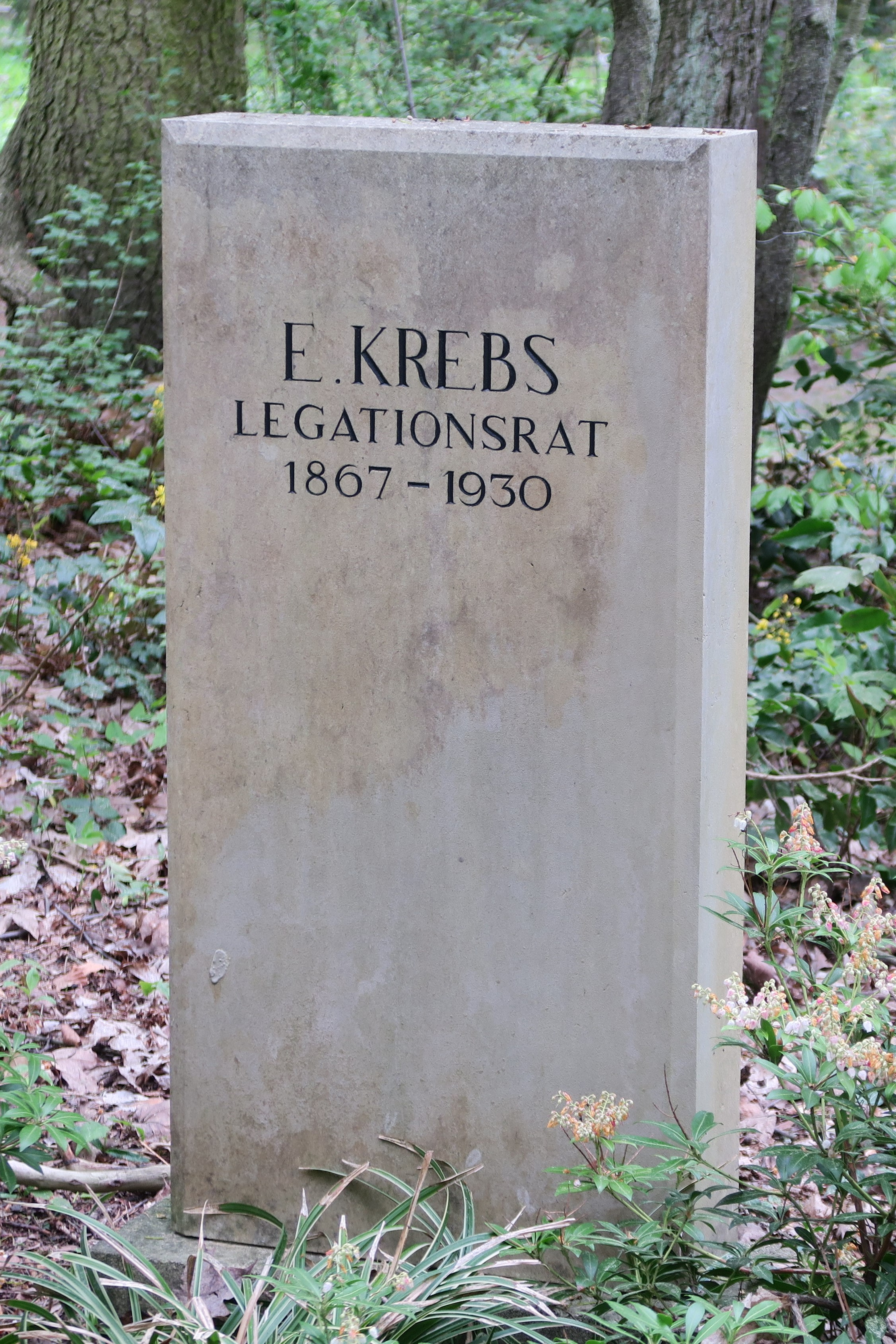
Emil Krebs sírköve

Berlinbe 1917 május 23-án érkezett. 1918 januárjától számára megfelelő munka híján ideiglenesen nyugdíjaztatnia kellett magát. 1922 májusától részmunkaidőben finn tolmácsként dolgozott a berlini bíróságokon és anyakönyvi hivatalokon, valamint Potsdam közigazgatási kerületében. 1923-tól a Külügyi Nyelvi Szolgálat ismét foglalkoztatta mint fordítót és vizsgáztatót.
Gustav Krupp von Bohlen und Halbach esseni iparos a külügyminisztériumtól függetlenül már 1917-ben megpróbált egykori pekingi kollégájának egy a nyelvtehetségéhez méltó állást találni, például a berlini Tudományos Akadémiánál vagy a Német Tengerentúli Szolgálatnál. Az alkalmazás előfeltétele azonban az lett volna, hogy Emil Krebset elbocsátják a külügyminisztériumból, amit ő mint lehetőséget visszautasított.
Emil Krebs 1930. március 31-én halt meg agyvérzésben Berlin-Westendben, a Linden-Allee 26 alatti lakásában. Utolsó nyughelye a Stahnsdorfer Südwestkirchhofban található.

## Hagyatéka
Magánkönyvtára, amely több mint 3500 kötetet és írást tartalmaz több mint 110 nyelven, 1932-ben a washingtoni Kongresszusi Könyvtárba került. Ezek közül 1620 monográfia 236 kínai címszavát különleges értékük miatt a Jefferson épületben található ritkasággyűjteményben őrzik.
Az különböző nyelveken írt szakirodalom  összetétele és terjedelme után ítélve, valamint egy 1922-ben Emil Krebs által a hivatal számára írt nyelvlista szerint Krebs a következő nyelveken beszélt (alfabetikus sorrendben):
- albán
- angol
- arab
- asszír
- babilóniai
- baszk
- bolgár
- burját
- burmai
- cseh
- dán
- egyiptomi
- észt
- finn
- francia
- grúz
- gudzsaráti
- héber
- hindi
- holland
- horvát
- ír
- izlandi
- japán
- jávai
- kalmük
- katalán
- keleti-örmény
- klasszikus arab
- kopt
- koreai
- latin
- lengyel
- lett
- litván
- magyar
- maláj
- mandzsúriai
- modern görög
- modern héber
- mongol
- német
- norvég
- nyugati-örmény
- orosz
- páli
- pandzsábi
- pastu
- perzsa
- portugál
- román
- spanyol
- sumér
- svéd
- szamoai
- szanszkrit
- szerb
- sziámi
- szír
- szlovák
- szlovén
- szuahéli
- tatár
- tibeti
- török
- ukrán
- urdu

Egyszerre foglalkozott a Guipuzkoa, Bizkaia, Laburdi és Zubero dialektusokkal.
Az Újszövetség 61 különböző nyelven szerepelt a könyvtárában.
Agyát, amelyet 1930-ban Oskar Vogt agykutató különített el, úgynevezett "elit agyként" tartják az Agykutatási és Biológiai Intézetben (Institut für Hirnforschung und allgemeine Biologie, ma: Heinrich Heine Egyetem, Düsseldorf ). Katrin Amunts neurológus 2004-ben ismét vizsgálat alá vette. Megfigyeléseit a laikus közönség számára így foglalja össze: „A Broca-terület a halánték közelében található, fontos szerepet játszik a beszédprodukciónál. Emil Krebs Broca-területének a felépítése nagyon különbözik a magunkfajtájétól. Az idegsejtek minden embernél rétegesen helyezkednek el, de az ő esetében mikroszkóp alatt a sejtcsíkok jobban megkülönböztethetők egymástól. Tehát Krebs agya általában nem különbözött az átlagétól, csak ami a nagyon különleges Broca-területet illeti. Különleges nyelvi tehetsége ezért nagy valószínűséggel ennek az agyszerkezetnek a szokatlan kifejlődésére vezethető vissza.
2020 elején a német külügyminisztérium egy nagyobb kiállítást szentelt Emil Krebsnek.

## Művei
- Legterjedelmesebb munkája Wilhelm Grube Kínai árnyjátékok (Chinesische Schattenspiele) című ismeretterjesztő könyvének az átdolgozása, befejezése és modern kínai nyelvre való lefordítása.[30]
- 1898-ban megjelent egy hosszabb esszéje a kínai büntetőjogról.[31]
- Ezenkívül több cikk az "Ostasiatische Rundschau"-ban és a "Der Neue Orient"-ben, többek között: „A kínai nyelvtanulásról”, „Politikai karikatúrák Kínában”, „Kína belső- és külső politikája”, „Német tevékenységek Kínában”).
- Török nyelvű fordításai: "A házassági jogszabályok reformja Törökországban", "A török önkormányzati törvény", "egy általános oktatási törvény előkészítése Törökországban", "A török parlament hangjai az új anyakönyvi törvényről", "Ideiglenes törvény a családtörvényről", "A török élelmezési törvény" és "Az oszmán parlament munkái a harmadik választási ciklus negyedik ülésszakában", valamint e törvényekhez csatlakozó rendelkezések fordításai. (Minden mű a Berlini Állami Könyvtár archívumában található)
- Egy 1919. szeptember 30-án tartandó előadás a berlini Külügyi Hivatal külkereskedelmi részlege számára „A nyelvtanulás előnyei a külszolgálati tisztviselők számára” címet viseli, témája azonban maguk a nyelvek. Kb. 90 nyelv sajátosságairól tesz említést.[32] Tartalmi jelentőségénél fogva Krupp azt tanácsolta Krebsnek, hogy "adja át egy szakmai folyóiratnak publikálásra." [33]
- "Németország Kínában" (1920. júliusa, 48 oldal, kiadatlan, jelenleg magánkézben): Krebs leírja a Kínával folytatott kereskedelmet 1917-ig, és kitekintést ad az együttműködés jövőbeli lehetőségeiről. Ebben az összefüggésben erőszakos tulajdonbavételnek (!) minősíti a Kínával fennálló kapcsolatokat, és ezt a következő kijelentéssel foglalja össze: „Valóban: Kína az európai államokkal való szorosabb kapcsolatainak csaknem nyolcvan éves története annak területi és szuverén jogainak politikai, gazdasági és kulturális téren történő megerőszakolásának szakadatlan láncolatát mutatja." Fejtegetését így fejezi be: „Right over Might!" (A jog a hatalom felett áll!)
- Luigi Barzini: Mugden. Olaszból fordította Emil Krebs.

## Fordítás
- Ez a szócikk részben vagy egészben  az   Emil Krebs című német Wikipédia-szócikk ezen változatának fordításán alapul.  Az eredeti cikk szerkesztőit annak laptörténete sorolja fel. Ez a jelzés csupán a megfogalmazás eredetét és a szerzői jogokat jelzi, nem szolgál a cikkben szereplő információk forrásmegjelöléseként.

### Szakirodalom
- Peter Hahn (szerk. ): Emil Krebs – Kurier des Geistes. Oase, Badenweiler 2011,  helytelen ISBN kód: 978-3-09792-4
- Eckhard Hoffmann: Emil Krebs. Ein Sprachgenie im Dienste der Diplomatie. (E.K. Egy nyelvzseni a diplomácia szolgálatában.) Harrassowitz, Wiesbaden 2017, ISBN 978-3-447-10740-2
- Eckhard Hoffmann: Emil Krebs Ṥląski poliglota. Errata, Ṥwidnica 2017, ISBN 978-83-948918-0-0
- Michael Erard: Babel no more : the search for the world's most extraordinary language learners. Free Press, New York 2012, ISBN 978-1-4516-2825-8.

### Internetes linkek
- Literatur von und über Emil Krebs im Katalog der Deutschen Nationalbibliothek
- K. Amunts, A. Schleicher, K. Zilles: Outstanding language competence and cytoarchitecture in Broca's speech region. In: Brain and language. Band 89.köte, 2.szám, 2004 májusa, 346-353. ISSN 0093-934X. doi:10.1016/S0093-934X(03)00360-2. PMID 15068917.
- www.weikopf.de: Die verschiedenen Theorien über Sprachgenies
- Das „Sprachwunder“ Emil Krebs Verschiedene Nachrufe und Dokumente
- Otto Julius Bierbaum: To-lu-to-lo oder Wie Emil Türke wurde im Projekt Gutenberg-DE
- Informationen des auswärtigen Amtes über Emil Krebs
- Homepage Eckhard Hoffmann mit umfangreichen historischen und aktuellen Informationen über Emil Krebs (zum Teil mehrsprachig).
- Kerstin Hilt: 15. November 1867 - Das Sprachengenie Emil Krebs wird geboren In: WDR5, ZeitZeichen, 15. November 2022, (Podcast).